# The Hermit of Bird Island
The Hermit of Bird Island è un cortometraggio muto del 1915 diretto da George Terwilliger e prodotto dalla Lubin.

## Produzione
Il film fu prodotto dalla Lubin Manufacturing Company.

## Distribuzione
Distribuito dalla General Film Company, il film - un cortometraggio in tre bobine - uscì nelle sale statunitensi il 4 marzo 1915.